# Rhabdomastix otagana
Rhabdomastix otagana là một loài ruồi trong họ Limoniidae. Chúng phân bố ở miền Australasia.